# Françoise de La Baume
Françoise de La Baume ( ?-1605), ou Françoise de Carnavalet, marquise de Saint-Martin-le-Châtel, est une aristocrate savoyarde, dame de la cour de Catherine de Médicis. 

## Biographie
Elle est la plus jeune fille de Jean IV de La Baume, comte de Montrevel, et de sa troisième épouse, Hélène de Tournon, dame de Vassalleu. 
En vertu d'un contrat établi le 17 septembre 1548 à Marbeau (aujourd'hui Marboz dans l'Ain), avec la permission de l’Église, à l'âge de 11 ans tout au plus, elle épouse son cousin François de La Baume (décédé en 1565), baron de Mont Saint-Sorlaine, devenu en 1552 comte de Montrevel. Cinq enfants naissent de ce mariage. 
Après la mort de son premier mari, elle épouse en secondes noces le 20 novembre 1566 François de Kernevenoy, seigneur de Carnavalet et de Noyan-sur-Seine, grand-écuyer du duc d'Anjou, et qui deviendra plus tard surintendant de la maison de ce prince. Le mariage est conclu grâce à l'intervention de Charles IX et aux recommandations du duc d'Anjou, qui a envoyé à Françoise deux lettres, citées par Samuel Guichnon. De ce mariage naquit un fils unique, François-Claude, page de Catherine de Médicis et chef de camp du régiment d'infanterie français. 
Après la mort de son second mari, qui ne lui laisse aucun héritage significatif, Françoise rétablit l'équilibre financier de sa famille de 1573 à 1577 et achète en 1578 un manoir construit en 1548 par Jacques de Ligneris et dès lors appelé le manoir Carnavalet, qui deviendra le musée Carnavalet. 
En 1584, Françoise se rend en Savoie où elle représente la reine Catherine de Médicis au baptême du fils du duc Charles-Emmanuel Ier. Grâce à elle, la seigneurie de Saint-Martin-le-Châtel, alors dans le duché de Savoie, est élevée au rang de marquisat. 
En 1605, elle vend le manoir de Carnavalet à Florent d'Argouges, le trésorier de Marie de Médicis. 
Brantôme, qui connaissait bien son second mari et avait un grand respect pour cette dame évoque ses mérites dans un livre sur les capitaines étrangers célèbres (à propos de la défense de Besançon contre les protestants, dirigée par son cousin le cardinal Claude de La Baume). Dans le septième livre, Mesdames Galantes, l'on trouve d'elle une description élogieuse dans la liste des veuves célèbres qui ont refusé un nouveau mariage : 
« Madame de Carnavalet, qui était veuve à deux reprises, a refusé d'épouser un troisième mariage  Monsieur d'Epernon, qui portait alors le nom de Lavalette. Il était amoureux d'elle sans mémoire, car même au veuvage, elle conservait son ancienne attirance et ses manières ; n'ayant pas obtenu d'elle ce qu'il désirait le plus, il se mit à la poursuivre avec son entremetteur et demanda trois ou quatre fois au roi de lui donner un bon mot ; mais elle, ayant déjà été deux fois en captive de son mari (une fois au comte de Montrevel, et la seconde à M. de Carnavalet), elle a refusé, bien que ses amis les plus disposés et moi-même - qui essayions de la servir de toutes les manières possibles - lui fis remarquer quelle erreur elle faisait en rejetant un parti aussi enviable, grâce auquel elle pouvait s'élever aux sommets de la grandeur et du pouvoir, vivre dans le luxe et jouir du respect universel ; car sa main a été demandée par nul autre que le favori du roi, son second moi ; mais elle a répondu qu'elle ne voyait pas son bonheur dans le sort d'une femme mariée, qu'elle voulait conserver une totale liberté sur elle-même et qu'elle était satisfaite du sort, et qu'elle gardait aussi le souvenir de ses anciens maris, dont elle était bien assez. »
—  Brantome.  « Mesdames galantes », p. 370.